# Amphistrate
Dans la mythologie grecque, Amphistrate ou Amphistratos (en grec ancien Ἀμφίστρατος) est le conducteur du char des Dioscures.
Il fonde l'Héniochie, la nation des écuyers, et est prince des Laconiens, conjointement avec Rhécas.

## Sources
- Strabon, Géographie, Livre XI, Chapitre 2.